# アマリー
アマリー（英語：AMALIE）とは1903年に創設されたアメリカのモーターオイルブランドで、自社ブランド以外に多くの石油メジャーなどにもOEM供給をしている潤滑油ブレンダーである。
かつてはペンシルベニア産エンジンオイルであるとして、同社の鉱油系オイルはその素性の良さをアピールしていた。1960年にアマリーはウィトコ化学の傘下となり、1966年にはブラッドフォードのケンダルオイルと統合する。ウィトコ化学はブラッドフォードのケンダル工場でアマリー・ブランドの製品を製造するようになった。
1997年アマリーとケンドルのオーナーであったWitco社がブラッドフォード油田とブランド名をサンカンパニーに売却し、（後にブラッドフォード油田は、ARG:American Refining　Groupへ転売）アマリーがPETROLEUM PACKERS（1998年 AMALIE OIL COMPANYに社名変更）の傘下になってから現在、同ブランドのエンジンオイルはペンシルベニア産原油を原料に用いたものではなくなっている。
AMALIE（アマリー）というブランド名は、創業者の祖母の名に由来する。

## 日本での展開
日本では万和商事（兵庫県尼崎市）が輸入販売元になっている。万和商事はエステル系オイルに強いフランス製のヤッコ（Yacco）のオイルや、高級ベースを用いた自社ブランドのマイスターも（ブレンドはヤッコに委託）扱うが、化学合成油はヤッコとマイスター、鉱物油はアマリーを主軸に営業している。アマリーでは鉱物油の販売に力を注ぐのは、かつてのペンシルベニア産オイルであった頃の名残であるが、それでもアマリーの最上位オイルは化学合成油のエリクサー（5W-50）となっている。
販売戦略としてブランドイメージを維持して値崩れを防ぐため、基本的には量販店には流通させず、定価も高額に設定している。総輸入元の万和商事ではインターネットを通じて広まった誤ったパラフィン系エンジンオイルの優位性をセールスアピールを用いてはいないが、一部の取り扱い販売代理店はいまだにペンシルベニア産であるような宣伝や、パラフィン系鉱物油であることの利点を説いている。

## 関連
- アマリー・アリーナ